# Campeonato Mundial de Atletismo Sub-20 de 2022 - Marcha atlética 10000 m feminina
A prova da marcha atlética feminina do Campeonato Mundial de Atletismo Sub-20 de 2022 ocorreu  no dia 5 de agosto de 2022 no Estádio Olímpico Pascual Guerrero, em Cali, na Colômbia.

## Recordes
Antes desta competição, os recordes mundiais e do campeonato nesta prova eram os seguintes:
|       | Nome             | Nacionalidade | Tempo    | Local    | Data                  |
| ----- | ---------------- | ------------- | -------- | -------- | --------------------- |
| WU20R | Anežka Drahotová | Chéquia       | 42:47.25 | Eugene   | 23 de julho de 2014   |
| CR    | Anežka Drahotová | Chéquia       | 42:47.25 | Eugene   | 23 de julho de 2014   |
| WU20L | Olivia Sandery   | Austrália     | 45:24.10 | Canberra | 15 de janeiro de 2022 |

## Medalhistas
| Ouro                | Prata           | Bronze            |
| Karla Serrano (KEN) | Ai Ooyama (JPN) | Ayane Yanai (JPN) |

## Cronograma
Todos os horários são locais (UTC-5).
| Data        | Hora  | Evento |
| ----------- | ----- | ------ |
| 5 de agosto | 05:30 | Final  |

## Resultado final
A prova final foi realizada no dia 5 de agosto às 05:30.
| Posição           | Atleta                 | Nacionalidade  | Tempo               | Notas                |
| ----------------- | ---------------------- | -------------- | ------------------- | -------------------- |
| Medalha de ouro   | Karla Serrano          | México         | 46:24.35            | ~                    |
| Medalha de prata  | Ai Ooyama              | Japão          | 46:24.44            |                      |
| Medalha de bronze | Ayane Yanai            | Japão          | 46:43.07            |                      |
| 4                 | Olivia Sandery         | Austrália      | 47:37.85 (TR54.7.3) | ~ ~ ~                |
| 5                 | Valeriya Sholomitska   | Ucrânia        | 47:40.67            |                      |
| 6                 | Lisbeth López          | Guatemala      | 47:45.63            | ~                    |
| 7                 | Alanna Peart           | Austrália      | 47:47.55            | Recorde pessoal      |
| 8                 | Giada Traina           | Itália         | 47:48.78 (PZ60)     | ~ > ~                |
| 9                 | Lucía Redondo          | Espanha        | 48:00.50            |                      |
| 10                | Natalia Pulido         | Colômbia       | 48:21.65            | Recorde pessoal      |
| 11                | Inês Mendes            | Portugal       | 48:36.82            |                      |
| 12                | Sharon Herrera         | Costa Rica     | 48:54.61            |                      |
| 13                | Olivia Lundman         | Canadá         | 48:54.71            | ~ ~                  |
| 14                | Margret Gati           | Quênia         | 49:05.09            | NU20R                |
| 15                | Yaquelin Teletor       | Guatemala      | 49:09.00            | > >                  |
| 16                | Vittoria Di Dato       | Itália         | 49:10.67            |                      |
| 17                | Anastasia Antonopoulou | Grécia         | 49:27.57            | >                    |
| 18                | Emine Ceylan           | Turquia        | 49:37.85            | ~                    |
| 19                | Magdalena Żelazna      | Polónia        | 49:54.33            | >                    |
| 20                | Maysaa Boughdir        | Tunísia        | 49:59.11            |                      |
| 21                | Eva Rico               | Espanha        | 50:10.16            |                      |
| 22                | Tiziana Spiller        | Hungria        | 50:22.26            | ~ ~                  |
| 23                | Lena Sonntag           | Alemanha       | 50:22.34            | ~                    |
| 24                | Elvina Carré           | França         | 50:31.88            | ~ ~                  |
| 25                | Mariana Rincón         | Colômbia       | 50:35.99            | ~                    |
| 26                | Oumayma Hsouna         | Tunísia        | 50:59.37            | > ~                  |
| 27                | Maren Bekkestad        | Noruega        | 51:09.51            | > >                  |
| 28                | Talia Green            | Estados Unidos | 51:12.16            |                      |
| 29                | Terézia Kurucová       | Eslováquia     | 51:56.94            |                      |
| 30                | Gabrielly Santos       | Brasil         | 52:02.35            |                      |
| 31                | Sorana Tutu            | Roménia        | 52:08.92            | Recorde pessoal      |
| 32                | Mansi Negi             | Índia          | 52:20.02            |                      |
| 33                | Heta Veikkola          | Finlândia      | 52:23.86            | >                    |
| 34                | Angelica Harris        | Estados Unidos | 52:32.40            |                      |
| 35                | Lana Švarbić           | Croácia        | 52:34.43            |                      |
| 36                | Yasmina Toxanbaeva     | Cazaquistão    | 53:06.76            | Recorde pessoal      |
| 37                | María José Mendoza     | Equador        | 53:07.13            | Recorde da temporada |
| 38                | Karin Devaldová        | Eslováquia     | 53:29.08            |                      |
| 39                | Lilian Bittencourt     | Brasil         | 54:19.10            | ~                    |
| 40                | Janise Nell            | África do Sul  | 56:56.62            | ~                    |
| 41                | Rachana                | Índia          | DNF (PZ60)          | ~ > ~                |

| Legenda: | ~ Cartão vermelho por perda de contato | > Cartão vermelho por joelho dobrado | PZ60: zona de penalidade de 60 segundos | TR54.7.5: Desclassificado pela Regra TR54.7.5 (4 cartões vermelhos) |

Legenda
| Recorde mundial       | Recorde mundial (World record)               |                       | Recorde africano                      | Recorde africano (African) |                                           | Q | Classificado por posição (Qualified) |
| Recorde do campeonato | Recorde do campeonato (Championship record)  | Recorde da América    | Recorde da América (Americas)         | q                          | Classificado por melhor tempo (Qualified) |   |                                      |
| Melhor marca do ano   | Melhor marca do ano (World leading)          | Recorde asiático      | Recorde asiático (Asian)              | DNS                        | Não largou (Did not start)                |   |                                      |
| Recorde nacional      | Recorde nacional (National record)           | Recorde europeu       | Recorde europeu (European)            | DNF                        | Não terminou (Did not finish)             |   |                                      |
| Recorde pessoal       | Recorde pessoal do atleta (Personal best)    | Recorde da Oceania    | Recorde da Oceania (Oceania)          | DSQ / DQ                   | Desclassificado (Disqualified)            |   |                                      |
| Recorde da temporada  | Recorde da temporada do atleta (Season best) | Recorde sul-americano | Recorde sul-americano (South America) | NM                         | Sem marca (No mark)                       |   |                                      |